# 比嘉俊次
比嘉 俊次（ひが としつぐ、1972年11月20日 - ）は、RBC琉球放送のアナウンサー。ビジネス戦略室長を兼務している。

## 経歴
嘉手納町立屋良小学校、嘉手納町立嘉手納中学校、沖縄県立嘉手納高等学校、琉球大学社会学科卒業後、1996年琉球放送に入社（同期に狩俣倫太郎(当初は記者)、宮城麻里子）。
入社以来長きに渡り夕方ニュース番組に携わってきたが2021年3月で終了したRBC THE NEWSを以って1997年4月からRBCエリアレポート出演以来足掛け24年間の歴史にピリオドを打ち4月以降はラジオを軸に活動をしている。

## 現在の出演番組
- わんDAY(2021年4月1日～)
- RBC NEWS Link FLASH
- JNNニュース

## 過去の出演番組
- RBCニュース・ライブi
- RBCエリアレポート
- RBC THE NEWS(2008年3月31日～2021年3月26日)
- 今日もお昼前ほか